# Саграда-Фамилия (Чили)
Саграда-Фамилия (исп. Sagrada Familia) — посёлок в Чили. Административный центр одноимённой коммуны. Население — 2910 человек (2002). Посёлок и коммуна входит в состав провинции Курико  и области Мауле.
Территория — 548,8 км². Численность населения — 18 544 жителя (2017). Плотность населения — 33,8 чел./км².

## Расположение
Посёлок расположен в 54 км на северо-восток от административного центра области города Талька и в 14 км на запад от административного центра провинции  города Курико.
Коммуна граничит:
- на северо-востоке — c коммуной Курико
- на юго-востоке — c коммуной  Молина
- на юге — c коммуной  Сан-Рафаэль
- на юго-западе — c коммуной Пенкауэ
- на западе — c коммуной Курепто
- на северо-западе — c коммунами Уаланье, Рауко

## Демография
Согласно сведениям, собранным в ходе переписи 2017 г  Национальным институтом статистики (INE),  население коммуны составляет:
| Полное население                          | Полное население                          | Полное население                          | Полное население                          | Полное население                          | 18 544 |
| ----------------------------------------- | ----------------------------------------- | ----------------------------------------- | ----------------------------------------- | ----------------------------------------- | ------ |
| в том числе:                              | Городское население                       | 7 886                                     | Процент городского населения, %           | 42,53                                     |        |
|                                           | Сельское население                        | 10 658                                    | Процент сельского населения, %            | 57,47                                     |        |
|                                           | Мужское население                         | 9 384                                     | Процент мужского населения, %             | 50,60                                     |        |
|                                           | Женское население                         | 9 160                                     | Процент женского населения, %             | 49,40                                     |        |
| Плотность населения, чел/км²              | Плотность населения, чел/км²              | Плотность населения, чел/км²              | Плотность населения, чел/км²              | Плотность населения, чел/км²              | 33,8   |
| Население коммуны в % к населению области | Население коммуны в % к населению области | Население коммуны в % к населению области | Население коммуны в % к населению области | Население коммуны в % к населению области | 1,77   |

### Важнейшие населенные пункты коммуны
- Саграда-Фамилия (посёлок) — 2910 жителей
- Вилья-Прат (посёлок) — 2170 жителей
- Санта-Роса (посёлок) — 1132 жителей
- Ло-Вальдивия (посёлок) — 1035 жителей